# 5. grönländischer Landesratswahlkreis
Der 5. grönländische Landesratswahlkreis war von 1951 bis 1979 ein Landesratswahlkreis in Grönland. Der Wahlkreis umfasste die Gemeinde Nuuk.

## Vertreter
Folgende Personen vertraten den Wahlkreis:
| Wahlperiode | Landesrat                                  | 1. Stellvertreter                                          | 2. Stellvertreter  | Anmerkung       |
| ----------- | ------------------------------------------ | ---------------------------------------------------------- | ------------------ | --------------- |
| 1951–1955   | Augo Lynge                                 | ?                                                          | ?                  |                 |
| 1955–1959   | Peter Nielsen                              | ?                                                          | ?                  |                 |
| 1959–1963   | Peter K. S. Heilmann                       | ?                                                          | ?                  |                 |
| 1963–1967   | Peter K. S. Heilmann                       | ?                                                          | ?                  |                 |
| 1967–1971   | Peter K. S. Heilmann                       | Jørgen Chemnitz                                            | Klaus Møller       |                 |
| 1967–1971   | Kaj Narup (nicht 1969 II, 1970 I, 1970 II) | Peter Nielsen (zeitweise 1969 I, 1969 II, 1970 I, 1970 II) | Gerth Rosing       | Überhangsmandat |
| 1971–1975   | Lars Emil Johansen                         | Stig Lage                                                  | Augusta Durbahn    |                 |
| 1975–1979   | Lars Chemnitz                              | Maria Meyer                                                | Daniel Skifte      | Vorsitzender    |
| 1975–1979   | Ôdâĸ Olsen                                 | Peter Mørch                                                | Therkild Jørgensen | Überhangsmandat |